# トレス・イスラス郡

トレス・イスラス郡
Municipio de Tres Islas

トレス・イスラス郡（トレス・イスラスぐん、西: Municipio de Tres Islas）は、ウルグアイ東方共和国セロ・ラルゴ県の郡である。郡庁所在地はトレス・イスラス町である。

## 地理
トレス・イスラス郡はセロ・ラルゴ県の西部にある。

## 歴史
2018年10月30日、2018年の県法令第29号で設立された。その法令によって、郡の領土はGFA選挙区の範囲と同じである。

## 郡政府
| 代 | 郡長                           | 所属政党 | 在任期間                | 備考        |
| -- | ------------------------------ | -------- | ----------------------- | ----------- |
| 1  | カルロス・ゴンザレス・テチェラ | 国民党   | 2020年11月27日 - 2025年 | [ 3 ] [ 1 ] |